# Omocenoides
Omocenoides is een geslacht van vlinders van de familie slakrupsvlinders (Limacodidae).

## Soorten
- O. breijeri Janse, 1964
- O. isophanes Janse, 1964
- O. prismallae Janse, 1964